# Алвес да Силва, Алешандре
Алешандре Алвес да Силва (порт.-браз. Alexandre Alves da Silva; род. 6 марта 1981), более известный под именем Алешандре (порт.-браз. Alexandre) — бразильский футболист, полузащитник.

## Карьера
В 1999 году попал в заявку клуба «Гуарани» Кампинас. В 2002 году перебрался в «Сантос», с которым в дебютном сезоне стал чемпионом Бразилии. В 2004 году присоединился к российской команде «КАМАЗ», однако вскоре пополнил ряды подмосковного «Сатурна», за который дебютировал 27 марта в выездном матче 3-го тура чемпионата России против «Зенита», выйдя на замену Адриану Бастии. В январе 2005 года перешёл в испанский клуб «Понтеведра», был игроком основного состава. Летом того же года подписал контракт с клубом «Лорка Депортиво», который получил право выступать во втором дивизионе и успешно начал первую часть сезона, однако во второй части произошёл резкий спад в игре, и он потерял место в стартовом составе, уступив его Хуану Карлосу Рамосу. В следующем сезоне также начал выступать как игрок стартового состава, но серьёзная травма колена помешала ему доиграть чемпионат. По итогам сезона «Лорка Депортиво» вылетел во второй дивизион Б, а Алешандре не имел паспорт ЕС и подписал контракт с лихтенштейнским клубом «Вадуц». По окончании сезона стал свободным агентом и вернулся в Лорку, выступая за «Сьюдад-де-Лорка». После краткого пребывания в «Вильярробледо» перешёл в клуб «Лорка Атлетико». Год спустя перебрался в мексиканский клуб «Чьяпас», затем в клуб «Лобос БУАП», после чего вернулся в Бразилию.